# صمام خنق
الصمام الخانق أو الصمام الكروي (احذر مجال الخلط) (بالإنجليزية: Globe Valve)‏ يستخدم كثيرا للخنق (Throttling) أو لتقليل معدل التدفق، ويستعمل أيضا للتحكم (صمام تحكم).

## أنواعه
- صمام خنق مخروطي: يقلل معدل تدفّق السائل بقيمة ثابتة، ويزداد الإنخفاض في معدل التدفق كلما صغرت المساحة المخصصة لموضع الخنق، ويتميّز هذا الصمام بإحكام الغلق.
- صمام خنق بفتحة خنق لولبية: يتناسب فيه معدل الخنق مع مقدار فتحة الخنق تناسبا خطيا، ومن عيوبه عدم الإحكام في الغلق.[بحاجة لمصدر]

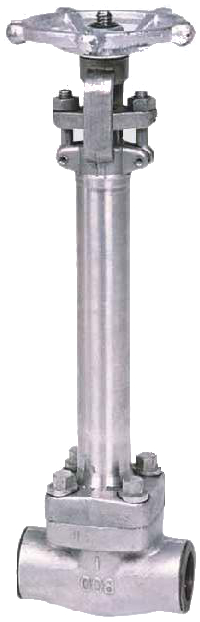
صمام خانق من فولاذ مقاوم للصدأ.

## ايجابياته واستعمالاته
- تكون المسافة بين وضع الفتح الكلي والغلق الكلي قريبة.
- سهولة في إمكانية استبدال الأجزاء الداخلية.
- يمكن استخدامه في صمامات السيطرة والتحكّم.
- صيانته بسيطة.
- قليل النضوحات.
- يمكن استخدامه مع السوائل المخدشة.
- فقدان الضغط فيه قليل مقارنة مع صمامات أخرى لنفس معدل الجريان.

## سلبياته
- يحتاج إلى الكثير من الطاقة لتحريكه بالنسبة للأحجام الكبيرة.
- وزنه ثقيل مقارنة مع الصمامات لنفس معدل الجريان.
- كلفته عالية نسبيا.

## مواد التصنيع
- يصنع الجسم من الحديد الزهر أو الصلب.
- تصنع الساق من الصلب المقاوم للتآكل و القرص من الصلب المقاوم للتآكل أو البرونز.
- يزود بكراسي من المطاط الصناعي.
- تزود الصمامات ذات قطر 200 مم وأقل بمقبض خنق.
- تزود الصمامات ذات قطر أكبر من 200 مم بمشغلات مسننة يدوية مغلقة تماماً مجهزة بموقفات رجوع موازنة قابلة للضبط ومبين وضع.